# Lhünzhub
| Tibetische Bezeichnung                      |
| ------------------------------------------- |
| Tibetische Schrift: ལྷུན་གྲུབ་རྫོང་               |
| Wylie-Transliteration: lhun grub rdzong     |
| Offizielle Transkription der VRCh: Lhünzhub |
| THDL-Transkription: Lhündrup                |
| Andere Schreibweisen: Lhündrub              |
| Chinesische Bezeichnung                     |
| Vereinfacht: 林周县                         |
| Pinyin:Línzhōu Xiàn                         |

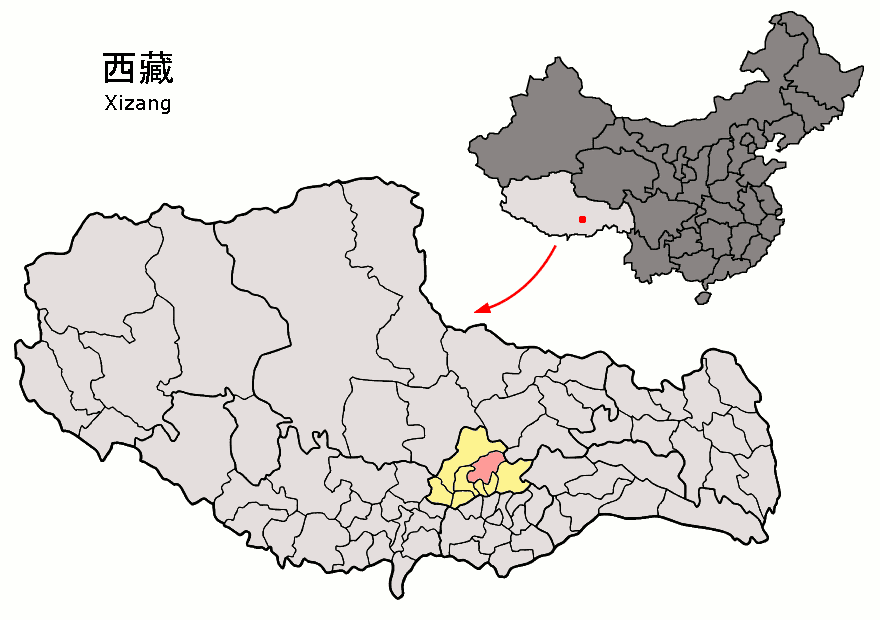
Lage des Kreises Lhünzhub (rosa) in der bezirksfreien Stadt Lhasa (gelb)

Lhünzhub (auch: Lhündrub) ist ein Kreis im Autonomen Gebiet Tibet der Volksrepublik China. Er gehört zum Verwaltungsgebiet der bezirksfreien Stadt Lhasa. Die Fläche beträgt 4.492 Quadratkilometer und die Einwohnerzahl 50.596 (Stand: Zensus 2020). Zu Ende des Jahres 2013 hatte er etwa 60.000 Einwohner. Die Volkszählung des Jahres 2010 ergab eine ansässige Bevölkerung von 50.246 Personen.
Der Kreis Lhünzhub befindet sich im Süden der Tibetischen Hochebene, das von dünner Luft, starker Sonneneinstrahlung und hohen Temperaturunterschieden zwischen Tag und Nacht gekennzeichnet ist. Die Jahresdurchschnittstemperatur liegt bei 2 °C und die jährlichen Niederschläge bei durchschnittlich 500 mm.

## Administrative Gliederung
Auf Gemeindeebene setzt sich der Kreis aus einer Großgemeinde und neun Gemeinden zusammen. Diese sind (amtl. Schreibweise / Chinesisch):
- Großgemeinde Gandainqonkor (甘丹曲果镇);
- Gemeinde Codai (春堆乡);
- Gemeinde Karze (卡孜乡);
- Gemeinde Qangka (强嘎乡);
- Gemeinde Songpan (松盘乡);
- Gemeinde Jangraxa (江热夏乡);
- Gemeinde Banjorling (边角林乡);
- Gemeinde Pundo (旁多乡);
- Gemeinde Ngarnang (阿朗乡);
- Gemeinde Tanggo (唐古乡).

Der Sitz der Kreisregierung befindet sich in der Großgemeinde Gandainqonkor.